# Rockbourne
Rockbourne är en ort och civil parish i Storbritannien.   Den ligger i grevskapet Hampshire och riksdelen England, i den södra delen av landet, 130 km sydväst om huvudstaden London. Rockbourne ligger 48 meter över havet och antalet invånare är 319.
Terrängen runt Rockbourne är platt. Runt Rockbourne är det ganska tätbefolkat, med 222 invånare per kvadratkilometer. Närmaste större samhälle är Salisbury, 12,4 km norr om Rockbourne. Trakten runt Rockbourne består till största delen av jordbruksmark.